# Palaeoherpeton
Palaeoherpeton es un género extinto de eogyrinid embolomero que vivía durante el Carbonífero superior de Escocia. Se conoce principalmente de una serie de cráneos relativamente pequeñas pero bien conservados. Algunos especímenes exponen lo que se ha descrito como los mejores ejemplos conocidos del techo del cráneo y el oído medio en los embolomeros.
Originalmente, se lo llamó Palaeogyrinus decorus, lo cual fue corregido a Palaeoherpeton decorum más tarde cuando se supo que Palaeogyrinus ya era el nombre de un género de escarabajos.